# Periodismo fotográfico

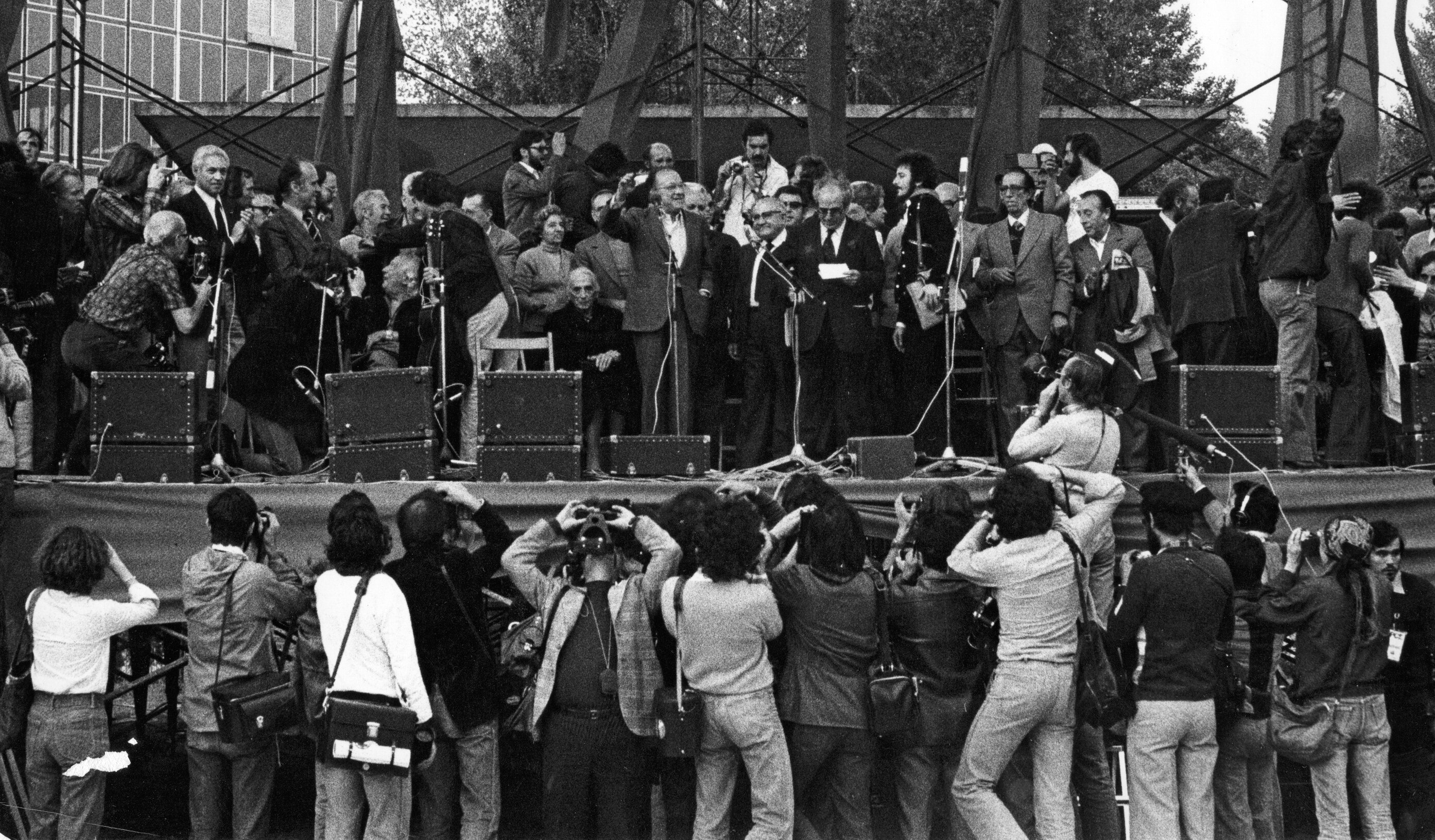
Reporteros gráficos cubriendo el día de clausura de la primera fiesta del PCE en la Casa de Campo de Madrid. 1978.

El periodismo fotográfico, periodismo gráfico, fotoperiodismo o reportaje gráfico es un género del periodismo que tiene que ver directamente con la fotografía. Los periodistas que se dedican a este género son conocidos por lo general como reporteros gráficos o fotoperiodistas y en su mayoría son fotógrafos versados en cultura visual. El desarrollo del periodismo gráfico puede rastrearse desde los mismos inicios del desarrollo de la fotografía y tiene una notable relación con la fotografía artística. El periódico utilizó la fotografía por primera vez en 1880, en el Daily Graphic de Nueva York y desde entonces el periodismo ha integrado la imagen como medio objetivo y representativo de un hecho.
Paradójicamente, el desarrollo de la fotografía periodística se ha realizado especialmente en los conflictos políticos de los diferentes países o en las confrontaciones bélicas, siendo considerado Roger Fenton el primer fotógrafo de guerra. El papel de los fotoperiodistas ha sido vital para registrar la historia de acontecimientos como la guerra civil española, la guerra de la Triple Alianza, la guerra hispano-estadounidense, la guerra de Vietnam y las dos guerras mundiales, entre muchas otras confrontaciones bélicas. Precisamente la denominada edad dorada del fotoperiodismo (1930-1950) coincide con la II Guerra Mundial, tiempo en el cual se dio un notable avance tecnológico de la fotografía de guerra.
Con el desarrollo de las técnicas de impresión gracias a la invención de la impresora ófset, la fotografía periodística alcanzó mejores niveles de calidad en las publicaciones impresas. Por su parte, la incursión de nuevas tecnologías como Internet originó una nueva etapa del periodismo a nivel global, conocida como periodismo digital, que afectó muy especialmente al fotoperiodismo. Los grandes acontecimientos que inauguraron el siglo XXI, como los atentados del 11 de septiembre de 2001, la invasión de Irak de 2003 y el Tsunami del océano Índico de 2004, entre otros, generaron una notable cantidad de información visual en la que participaron las nuevas tecnologías en manos de aficionados. Esto ha llevado a algunos observadores a hablar de "crisis del periodismo" y a otros a señalar el inicio de una nueva era en el oficio de la información.

## Precisión

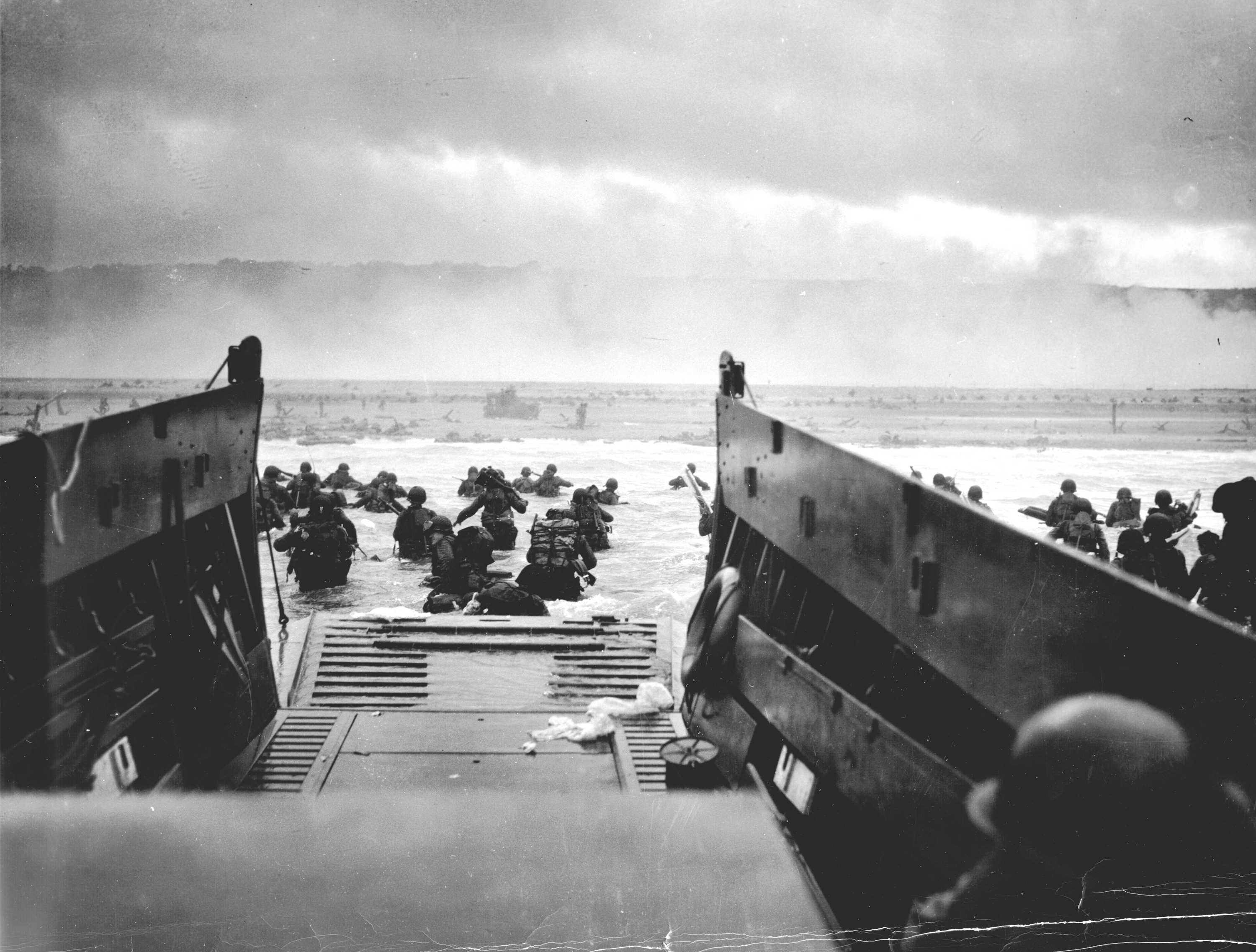
Desembarco de la primera división de las tropas estadounidenses en el 6 de junio de 1944, Día D, en la playa Omaha, Normandía durante la II Guerra Mundial.

El periodismo fotográfico es una forma periodística destinada a la adquisición, edición y presentación de material de actualidad en los medios de comunicación social, especialmente escritos, digitales y audiovisuales. Incluye, además, todo aquello relacionado con la imagen que cuenta una historia y, en tal caso, se refiere también al vídeo y al cine utilizado con fines periodísticos. El periodismo fotográfico se distingue de otras ramas de la fotografía como la documental, la fotografía callejera y la de estudio utilizada por ejemplo para el modelaje. El fotoperiodismo incluye todas las áreas de interés de la actualidad informativa como el periodismo de guerra, el periodismo deportivo, el seguimiento del mundo del espectáculo, la política, los problemas sociales y todo aquello en donde sea posible la creación de una imagen. De igual manera el fotoperiodismo repasa los géneros de la profesión informativa como la entrevista, la crónica, el reportaje y el documental en todas sus facetas. Se divide además en fotonoticia, fotorreportaje, gran reportaje fotográfico, ensayo fotoperiodístico, retrato fotoperiodístico y columna fotoperiodística.
Las características esenciales para clasificar una fotografía como género periodístico son las siguientes:
- Actualidad: la imagen debe reflejar un hecho reciente y relevante y debe ilustrarlo suficientemente
- Objetividad: la situación representada en la fotografía es una imagen fiable y cuidadosa, representativa de los eventos indicados tanto en contenido como en tono
- Narrativa: la imagen debe combinarse con otros elementos informativos que la conviertan en suficientemente comprensible para los espectadores, lectores o televidentes de todos los niveles culturales
- Estética: la imagen debe conservar el rigor de la estética fotográfica (luz, encuadre, relación, fondo y forma, perspectiva, gestión de sombras, etc.)

La fotografía debe también cumplir con todos los rigores de la ética periodística en cuanto a veracidad, precisión y objetividad. Como en la redacción de la noticia, el periodista fotográfico es un reportero y su oficio suele ser por lo general riesgoso y obstaculizado por múltiples factores.

## Historia

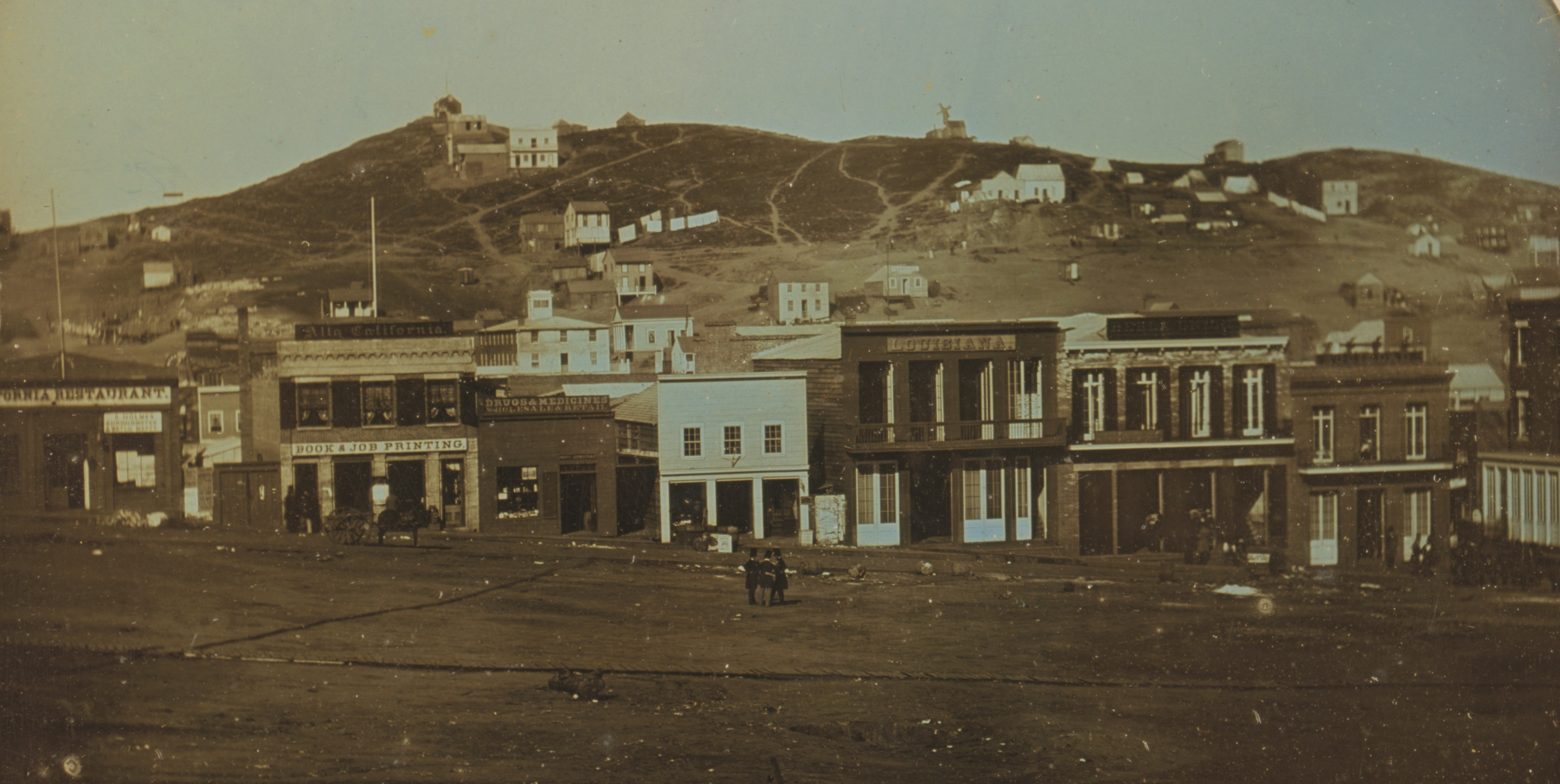
Un daguerrotipo anónimo de la ciudad de San Francisco que corresponde al año 1851.

### Inicios
La práctica de ilustrar historias noticiosas con fotografías fue posible gracias al desarrollo de la imprenta y a las innovaciones de la fotografía que ocurrieron entre 1880 y 1897. Mientras eventos relevantes fueron fotografiados ya desde los años 50 del siglo XIX, la imprenta pudo hacerlos públicos en un medio escrito solo hasta los años 80 de ese siglo. Las fotos más primitivas eran daguerrotipos que tenían que ser reelaborados para ser impresos.
Si bien los daguerrotipos se expandieron bien pronto en Europa, Canadá, Estados Unidos y Latinoamérica tan temprano como 1838, se considera que los pioneros de la fotografía periodística se presentaron en la Guerra de Crimea (1853 - 1856) por parte de reporteros británicos como William Simpson del Illustrated London News y Roger Fenton cuyas obras fueron publicadas en grabados. De la misma manera, la guerra de Secesión de los Estados Unidos tuvo periodistas gráficos como Mathew Brady que publicó sus obras en el Harper's Weekly. Debido a que los lectores clamaban por representaciones más realistas, fue necesario que dichas primeras fotografías fueran exhibidas en galerías de arte o copiadas fotográficamente en números limitados. Los principales eventos mundiales de la segunda mitad del siglo XIX, especialmente aquellos que tuvieron que ver con confrontamientos armados, eventos políticos y personajes históricos, quedaron bien documentados en material fotográfico de la época. 

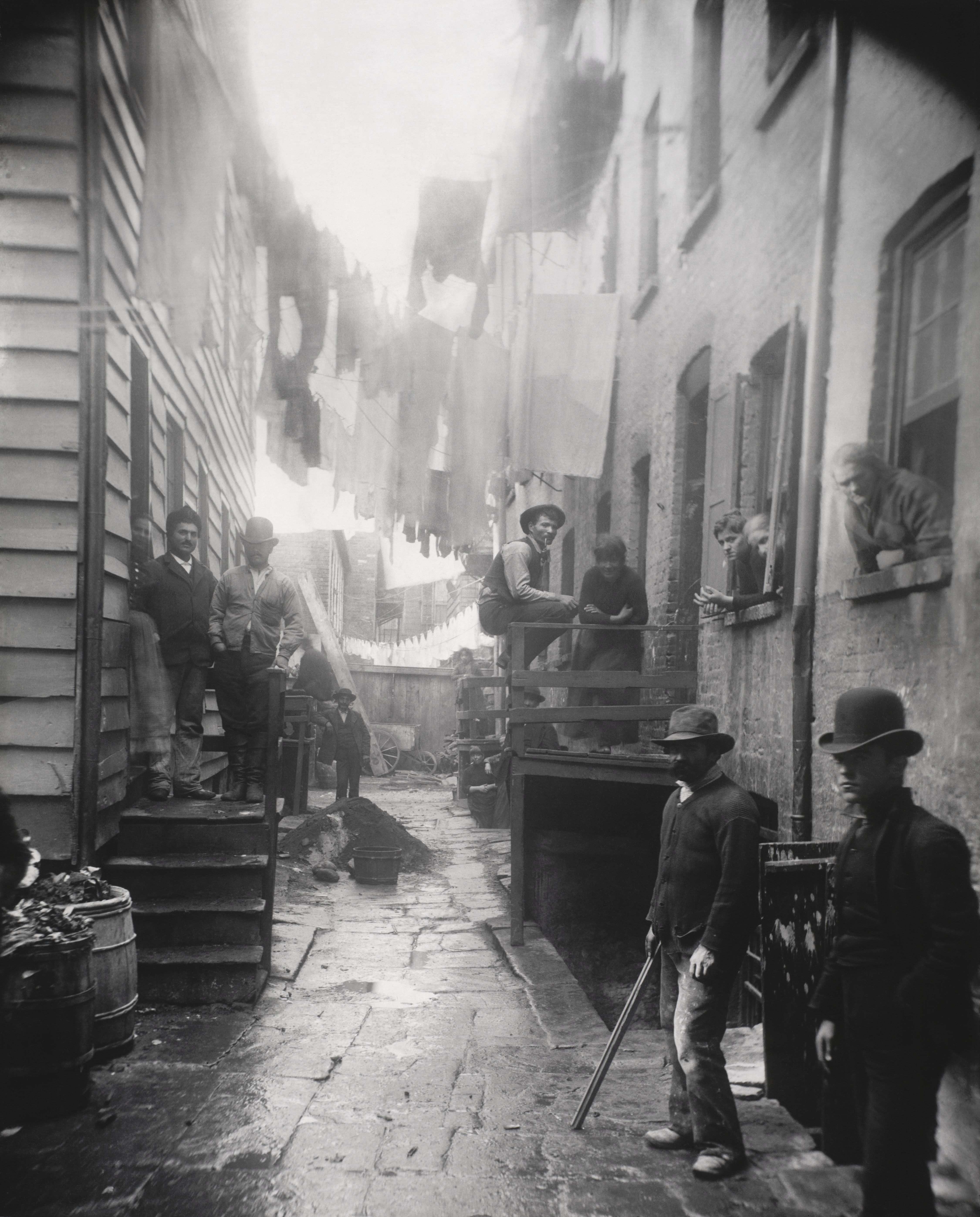
Cómo vive la otra mitad, un clásico de la fotografía periodística de Jacob Riis.

El 4 de marzo de 1880 el Daily Graphic de Nueva York hizo la primera publicación de noticias en fotografía real de la historia. Innovaciones posteriores siguieron a esta y en 1887 se inventó el flash, lo que permitió que los periodistas pudieran hacer tomas en exteriores y en condiciones pobres de luz. El primer documental fotográfico de la historia fue el del emigrante danés en Estados Unidos Jacob Riis quien lideró el reportaje de lo que llamó Cómo vive la otra mitad (How the Other Half Lives, 1888). Para 1897 fue posible hacer publicaciones de fotografías impresas en imprentas sin mayores dificultades.
A pesar de las innovaciones, los límites persistieron y muchos de los periódicos sensacionalistas y revistas de historias fueron ilustradas con fotografía grabadas entre los años 1897 y 1927. En 1921 la wirephoto o telefoto permitió transmitir imágenes por teléfono tan rápido como noticias, aunque ya se había hecho telegráficamente desde la Exposición Universal de Londres de 1851 y comercialmente desde 1863 (véase fax). Sin embargo, no fue hasta el desarrollo de la cámara comercial Leica de 35mm en 1925 y el primer foco de flash entre 1927 y 1930 que se llegó la edad dorada del periodismo gráfico.

### Edad dorada
El siglo XX significó un gran desarrollo del fotoperiodismo, pero es conocida como la edad dorada del mismo al periodo comprendido entre 1930 y 1950 debido a avances muy significativos para la fotografía y una mayor amplitud en el oficio periodístico. Paradójicamente el desarrollo del fotoperiodismo se da muy especialmente entre las dos guerras mundiales en donde los periodistas y sus instrumentos de información se ponen a máxima prueba. Muchos de ellos incluso participaron como combatientes en dichas guerras. Algunas revistas como la Picture Post de Londres, la Paris Match de Francia, la Arbeiter-Illustrierte-Zeitung de Berlín, la Life Magazine y la Sports Illustrated de EE. UU, así como los periódicos The Daily Mirror de Inglaterra, el New York Times y otros, obtuvieron una gran lecturabilidad y reputación gracias al uso de amplio material fotográfico de la mano de célebres reporteros gráficos como Robert Capa, Alfred Eisenstaedt, Erich Salomon, Margaret Bourke-White y W. Eugene Smith.
En particular Henri Cartier-Bresson es generalmente considerado el padre del periodismo fotográfico. Las tomas de acciones congeladas en el tiempo son célebres, como la de un hombre que salta y que fue considerada una de las más espléndidas tomas del siglo XX. Su cámara Leica (introducida en 1925), es considerada versátil, la que le permitió capturar momentos decisivos en el tiempo justo. Esta cámara fue también la que utilizó otra gran figura del periodismo gráfico del siglo XX: Robert Capa. 

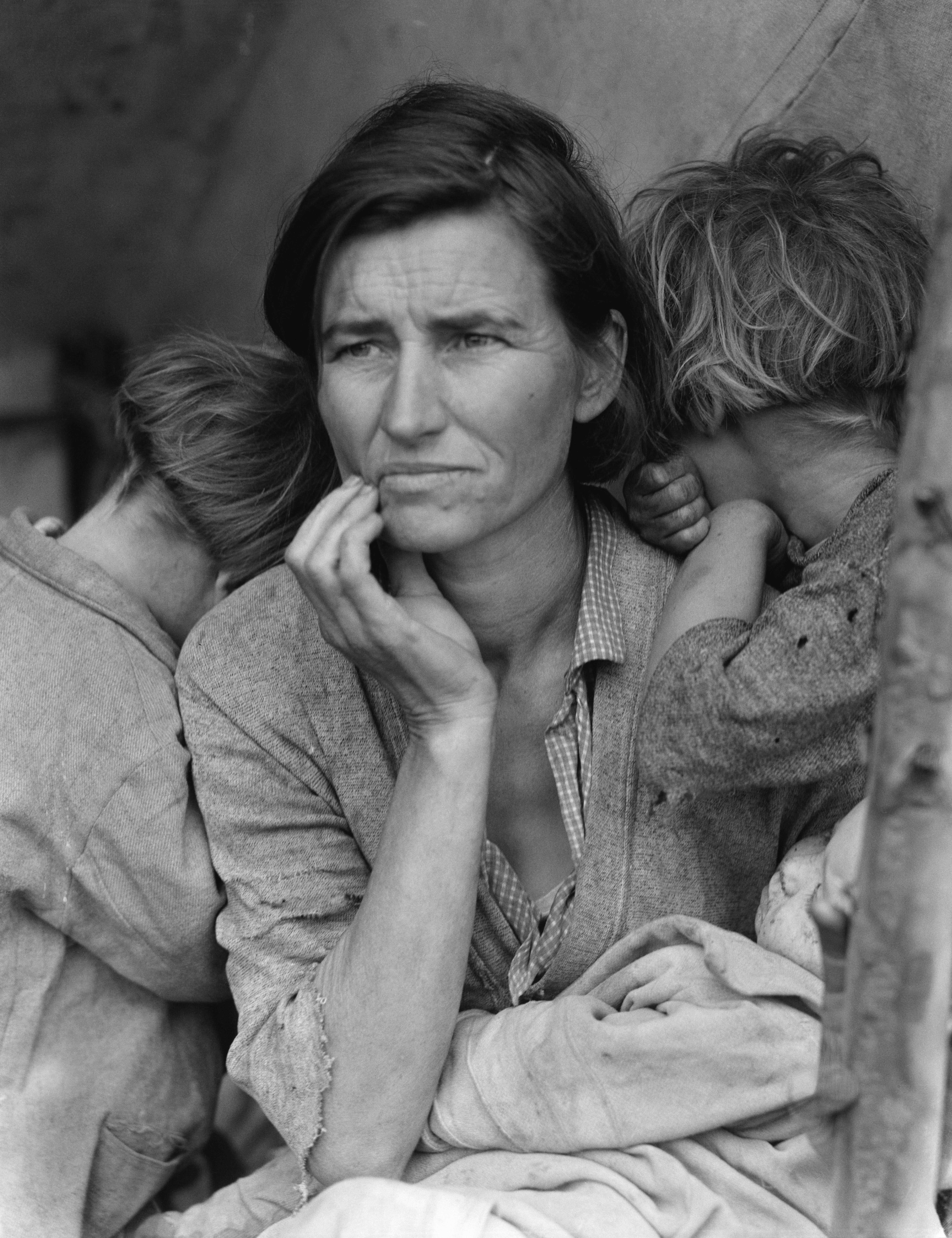
En Madre emigrante la periodista Dorothea Lange reprodujo la imagen de lo que significó la gran depresión.

El soldado Tony Vaccaro es también reconocido como uno de los más prominentes fotógrafos de la II Guerra Mundial. Sus imágenes, tomadas con una sencilla cámara Argus C3, capturaron los horrorosos momentos de la guerra como la muerte en batalla del soldado Capa, quien estuvo también en el desembarco de la playa de Omaha en el Día D y quien también dejó importantes tomas de ese momento decisivo de la II Guerra Mundial. Vaccaro también es conocido por haber desarrollado sus propias imágenes en cascos de soldados y utilizar químicos que encontró en las ruinas de un laboratorio fotográfico en 1944. 
Hasta la década de los 80 del siglo XX la mayoría de las publicaciones utilizaban la tecnología de imprenta basada en una baja calidad de papel periódico, base de tinta y superficie rugosa. Mientras las letras resultaban de alta definición y legibilidad, los grabados eran formados por puntos fotográficos que en muchas ocasiones distorsionaban la imagen y producían efectos secundarios. De este modo, aunque la publicación utilizaba bien la fotografía –un tamaño respetable, bien enmarcada–, reproducciones opacas obligaban al lector a poner cuidadosa atención en la fotografía para entender su significado. El Wall Street Journal adoptó puntos de alta resolución en 1979 para publicar retratos y evitar las limitaciones de la impresión de letras. Solo hasta los 80 la mayoría de los periódicos cambiaron a las impresoras ófset que reproducen fotos con una alta fidelidad en papel blanco.

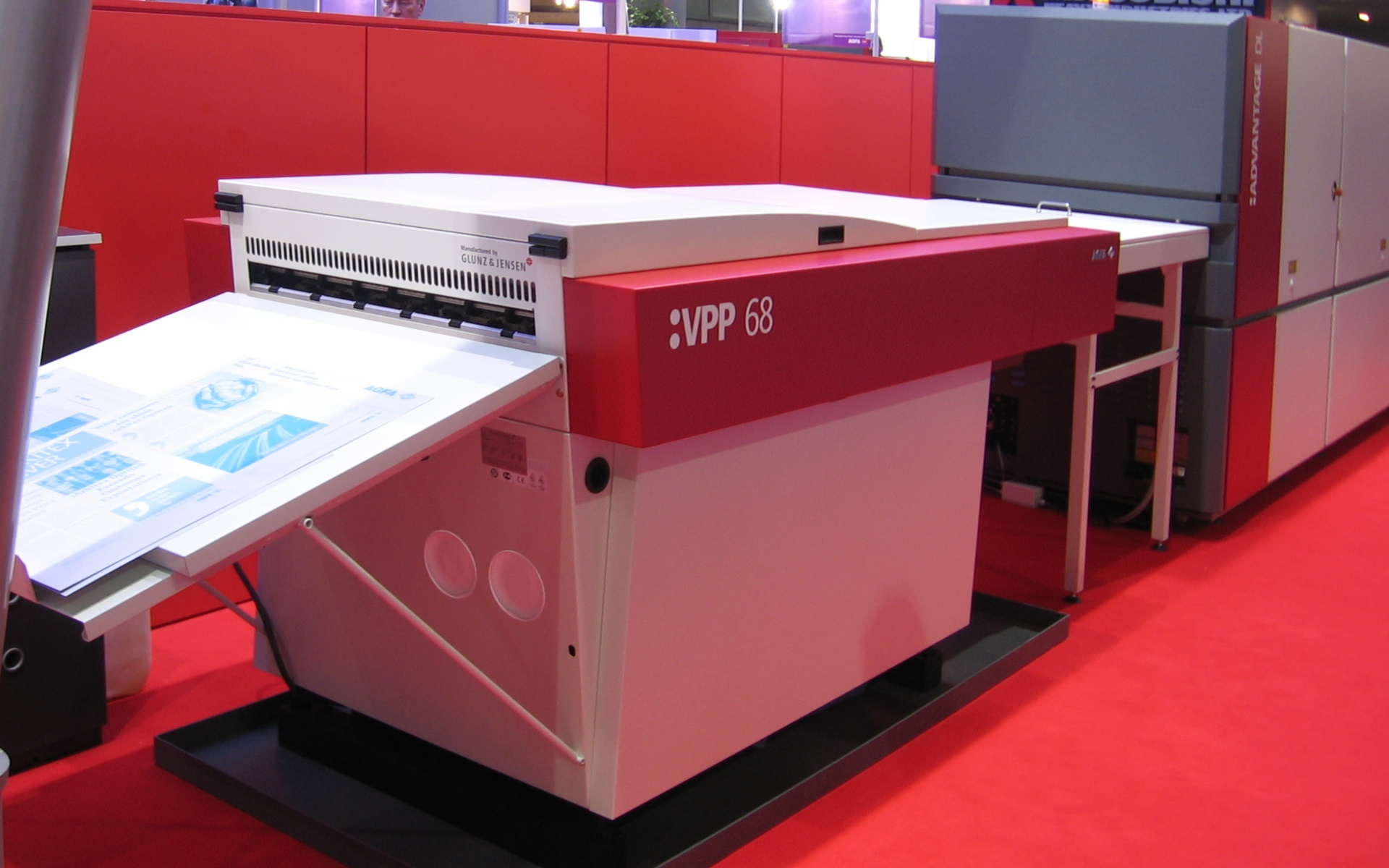
La invención de la impresora ófset permitió una mejor calidad de la imagen en el tipo de papel de los medios impresos.

Por su parte, la revista estadounidense Life, uno de los semanarios más populares desde 1936 y a través de la década de 1970 en cuanto a fotografía se refiere, comenzó a reproducir las mejores fotografías en tamaños once veces más grandes, páginas de 35,16 cm de dimensión, alta cualidad de tinta y papeles suaves. Life publica con frecuencia las mejores fotos de UPI o de la AP que se publiquen con anterioridad en otros medios, pero que al ser presentada por la revista estadounidense aparecen como versiones completamente diferente gracias a la cuidadosa atención que la revista le da.

### Aceptación por el mundo del arte

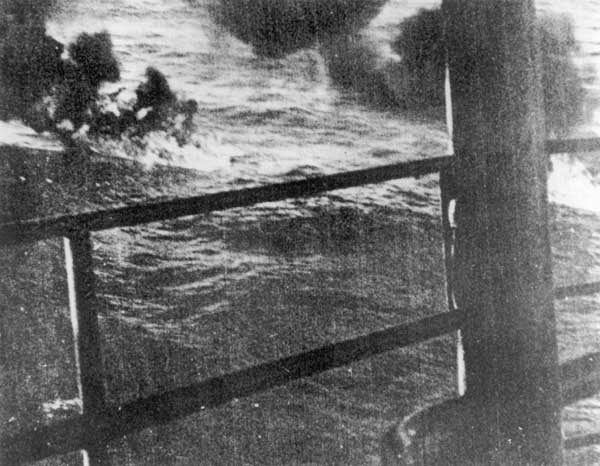
La última foto de Mate Rober F. Read minutos antes de morir bajo el bombardeo japonés al Enterprise CV-6 durante la II Guerra Mundial el 24 de agosto de 1942.

La fotografía comparte dos mundos: por uno el de la tecnología y por otro el del arte. Sin embargo, las artes plásticas no aceptaron esto de manera inicial y vieron a la fotografía hasta la década de los 70 del siglo XIX con distancia. De la misma manera, el fotoperiodismo se divide entre la función de la información por un lado y la tendencia al arte. Lógicamente en la información lo más importante es aquello que es anunciado como generador de noticia, sin embargo, el profesional es aquel que sabe tener en cuenta las dimensiones estéticas en combinación con la información. Por lo general, los grandes fotoperiodistas son aquellos que dejaron obras en las que ambas dimensiones se entrelazan perfectamente. 
En gran medida porque sus fotos son lo suficientemente claras para ser apreciadas o porque sus nombres aparecen siempre con sus obras, los fotógrafos de las revistas alcanzan el estatus de celebridad. Life llegó a ser, por ejemplo, un modelo en el cual la crítica fotográfica se hace un juicio acerca del fotoperiodismo y muchos periodistas actuales se han hecho un nombre. En una selección de las mejores fotografías de Life realizada en 1973 se presentaron 39 fotógrafos famosos, pero los puntajes revelaron en dicha selección que las mejores fotografías fueron de anónimos de UPI y AP.
Debido a la edad dorada de la fotografía, las limitaciones de la impresión y los sistemas organizativos de las agencias noticias como UPI y AP, numerosos y excelentes fotógrafos trabajan en un relativo anonimato. Sin embargo, el desarrollo de la fotografía digital y del Internet abriría nuevos espacios para conocer a muchos fotoperiodistas anónimos cuyos trabajos superan en numerosas ocasiones a los de los profesionales mimados de la crítica internacional. En la actualidad, muchos periodistas exponen sus obras con frecuencia en los salones de arte.

### Organizaciones profesionales
La primera organización nacional de reporteros gráficos del mundo se fundó en 1912 en Dinamarca con la Unión de Fotógrafos de Prensa (Pressefotografforbundet) constituida inicialmente por seis fotógrafos de Copenhague. En la actualidad tiene 800 miembros.
En 1946 se fundó en Estados Unidos la Asociación Nacional de Fotógrafos de Prensa y en la actualidad cuenta con cerca de 10 000 miembros. En Gran Bretaña se fundó en 1984 la Asociación Británica de Fotógrafos de Prensa y fue relanzada en 2003; cuenta actualmente con 450 miembros. En 1989 comenzó la Asociación de Fotógrafos de Prensa en Hong Kong; en 2000 una similar en Irlanda del Norte, en 1930 la Pressfotografernas Klubb de Suecia y la Pressefotografenes Klubb de Noruega.
Organizaciones noticiosas y escuelas de periodismo en muchos países del mundo son dirigidas por fotoperiodistas que han recibido un notable reconocimiento público. Entre los reconocimientos más célebres del mundo se encuentran la "Fotografía Destacada" (Feature Photography) y la "Fotografía Noticiosa en el Punto'" (Spot News Photography). Otro premio es el de "Foto Noticiosa Mundial" (World Press Photo), lo "Mejor en Fotoperiodismo" (Best of Photojournalism) y la "Foto del Año", así como la "Foto Noticiosa del Año" entregado en Gran Bretaña. Todos los países hispanoamericanos cuentan con numerosas asociaciones de fotoperiodistas.

### Fotoperiodismo en Hispanoamérica
La historia de la fotografía y del periodismo en España y Latinoamérica ha sido tan intensa como en el mundo anglosajón y ha dejado grandes maestros en ambos campos. 

#### España
El 10 de noviembre de 1839 se realizó el primer daguerrotipo en la ciudad de Barcelona y desde ese momento este se hizo popular en el resto de la península ibérica.
Entre lo que se podría considerar como el primer documental fotográfico en España se encuentra el cubrimiento de acontecimientos que llevó a cabo el británico Charles Clifford, que se radicó en Madrid desde 1850. Clifford registró las visitas a diferentes ciudades españolas que la reina Isabel II realizó a partir de 1858 con el ánimo de afianzar la monarquía y de paso el fotógrafo británico dejó un precioso material no solo de la reina, sino de las ciudades de la época.
Pascual Pérez Rodríguez ilustraba el Diario Mercantil de Valencia con daguerrotipos que utilizaba con negativo de papel, lo que le permitía hacer numerosas reproducciones. De otro extranjero, esta vez el francés Jean Laurent, quien llegó a España como corresponsal de La Crónica de París en 1857, queda un amplio trabajo de registro de la cultura y la arquitectura de la época.
La popularización de la fotografía en España, sobre todo a partir de la década de los 80 del siglo XIX, permitió que muchas personas se dedicaran a retratar los paisajes urbanos de la época, así como los cuadros de costumbres y tradiciones, entre los cuales destaca el toreo. Sin embargo, el apogeo de la fotografía en España, ampliamente favorecida por el avance tecnológico, se convertiría bien pronto en un entretenimiento de las clases media y alta que tenderían a registrar solo aquello que estuviera dentro del interés de clase para dejar de lado lo que no interesaba o se consideraba carente de estética, especialmente hacia finales del siglo.
Otros personaje que forman parte de la historia del fotoperiodismo español es Juan Comba cuyo trabajo más destacados tiene que ver con el incendio de Toledo (1887) y la visita de la reina Victoria de Inglaterra. Pero la prueba de la gran popularidad que la fotografía fue adquiriendo para la prensa en España es la buena lista de publicaciones que ya desde finales del siglo XIX se presentan, pero más que de publicaciones, la abundancia de nombres asociados a la fotografía, muchos de ellos anónimos y espontáneos. Entre las publicaciones más destacadas que dieron un puesto primordial a la fotografía figuran ABC (1903), El Gráfico, La Vanguardia (1881) y El Imparcial. Un ejemplo de la presteza que la sociedad española de principios de siglo tenía ya por el periodismo gráfico lo constituye el atentado contra el rey Alfonso XIII el 31 de mayo de 1906 durante el día de su boda por parte del anarquista Mateo Morral. El fotoperiodista, que por ello quedó en la historia, fue Eugenio Mesonero Romanos quien sentó un precedente de la pronteza del periodismo en los momentos más sorpresivos. 
Una de las grandes figuras del fotoperiodismo del siglo XX tuvo también a España como su principal escenario y en donde dio su vida. Se trata de la periodista alemana Gerda Taro la cual hizo un intenso cubrimiento de la guerra civil española en la cual perdió la vida el 26 de julio de 1937 a tan solo 27 años de edad, pero con una brillante carrera en esta profesión registrada para la historia en sus fotografías de periodismo de guerra. Pero la Guerra Civil atraería a muchos otros célebres reporteros extranjeros como John Dos Passos, Ernest Hemingway, George Orwell, Antoine de Saint Exupéry, André Malraux, G. L. Steer, Herbert Matthews, Indro Montanelli y otros.
En España, la época dorada del reporterismo gráfico va ligada principalmente a la llegada de los medios digitales a las agencias de noticias y los medios de comunicación social. Como camarógrafos de televisión, destacan las figuras de José Couso (Ferrol, 1965 - Bagdad, 2003) y Miguel Gil Moreno (Tarragona, 1967 - Sierra Leona, 2000) ambos corresponsales de guerra que fueron asesinados cuando cubrían diferentes conflictos bélicos. Dentro del fotoperiodismo destaca Manuel Pérez Barriopedro (Madrid, 1947), como uno de los precursores del fotoperiodismo moderno en España. Tras él hay tres grandes olas de destacados profesionales de la fotografía periodística: En la primera ola destacan José Antonio Carmona Otero (Jerez de la Frontera, 1950), Gervasio Sánchez (Córdoba, 1959), Javier Bauluz (Oviedo, 1960), premio Pulitzer compartido en 1995, y Sandra Balsells (Barcelona, 1966), todos ellos caracterizados por un periodismo social y una fotografía documental. En la segunda ola se puede destacar a Luis Valtueña (Madrid, 1965 - Gatonde, Ruanda, 18 de enero de 1997), Emilio Morenatti (Zaragoza, 1969) y Ricard García Vilanova (Barcelona, 1971) todos ellos más centrados en el seguimiento de conflictos bélicos y los conflictos sociales violentos. Y en la tercera ola, la más fructífera e internacional de todas, destacan nombres como David Ramos (Barcelona, 1977), Samuel Aranda (Barcelona, 1979), Maysun (Zaragoza, 1980), Manu Brabo (Zaragoza, 1981), Jesús Blasco de Avellaneda (Melilla, 1981), Anna Surinyach (Barcelona, 1985), Olmo Calvo (Santander, 1982), Arturo Rodríguez (La Palma, 1977), Andoni Lubaki (San Sebastián, 1982) o Santi Palacios (Madrid, 1985). Esta última ola es más heterogénea destacando principalmente la fotografía de movimientos migratorios, las repercusiones de los conflictos sociales, conflictos políticos armados, yihadismo, crisis económicas, de refugiados y la defensa de los derechos fundamentales, aunque también la fotografía documental, los retratos o la información deportiva.

#### Latinoamérica

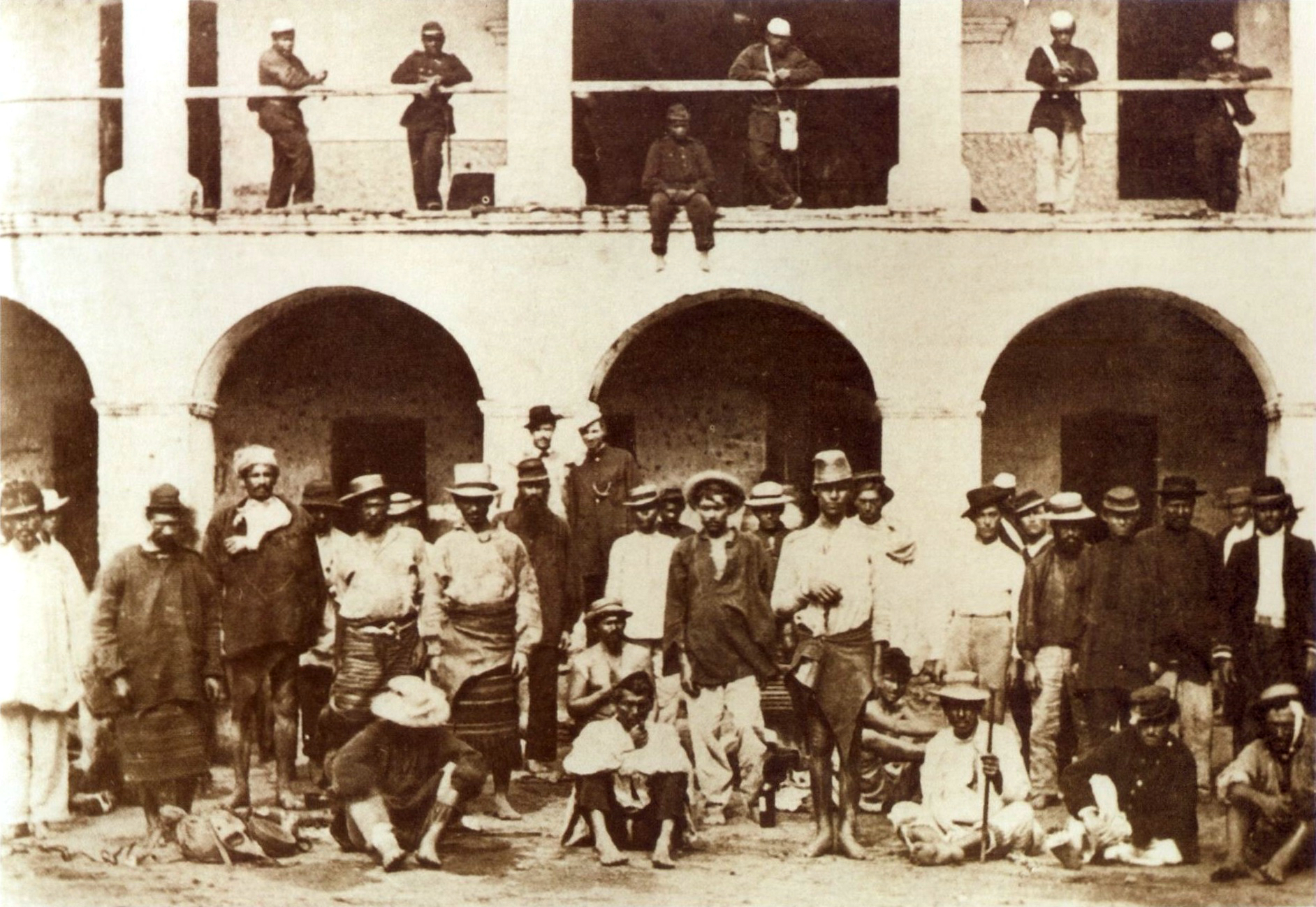
Prisioneros paraguayos en la guerra de la Triple Alianza, tomada por los fotógrafos uruguayos de Bate & Cia.

De la misma forma la experiencia del periodismo gráfico en los países hispanoamericanos hunde sus raíces desde los inicios de la fotografía ya a mediados del siglo XIX. De la experiencia fotográfica Latinoamérica, dice la estudiosa Liliana Martínez:

Dada la complejidad existente en las relaciones culturales, de ambientes, componentes étnicos, situaciones políticas y condiciones sociales en general, el fotógrafo en Latinoamérica se ve llamado a estudiar la situación que lo rodea, antes de tomar siquiera la cámara en sus manos.

Y cita a Zamora que dice:

…los fotógrafos latinoamericanos se encuentran en la necesidad de ser también etnógrafos, sociólogos y antropólogos culturales más a menudo que los fotógrafos europeos o norteamericanos, los cuales trabajan en ambientes culturales aparentemente más homogéneos.” (Zamora, p. 298).

Sin embargo, para muchos autores como Boris Kossoy la fotografía latinoamericana del siglo XIX es en realidad una etapa "europea", es decir, fue realizada desde una perspectiva de la experiencia europea y estadounidense y fue categorizada por los mismos como exótica, lo que creó un estereotipo de lo que es el ser y la imagen del pueblo latinoamericano ante sus ojos. Esta situación, que desconocía incluso la enorme diversidad de la América hispánica y portuguesa, sería primordial para el desarrollo de una fotografía que buscaría su propia autenticidad a lo largo del siglo XX y sería contestataria de la etiqueta exoticista europea y estadounidense. Gracias a la enorme diversidad cultural que conforman los países hispanoamericanos, al Brasil y a las Antillas, la fotografía Latinoamérica se presenta en realidad como un inmenso universo de propuestas y personajes que deben ser revisados por países, más que de manera masificada. 

##### Brasil
La primera cámara fotográfica que llegó a un país latinoamericano lo hizo en 1840 de manos de un religioso francés, el Abad Louis Compte, en Brasil. Es de destacar que incluso la fotografía como invento tiene que ver con Brasil como uno de los países del mundo en donde se vivió el experimento de manera independiente a Estados Unidos y Francia con dicho religioso. La fotografía llega entonces al continente en una época en la cual ella misma está en proceso de desarrollo y en que los países latinoaméricanos viven su génesis nacional como repúblicas independientes del colonialismo europeo. Su fotografía entonces tendría que ver mucho con las aspiraciones de la imagen política y social de lo que dichas naciones esperaban de sí mismas y se dedican a retratar personajes, la diversidad de paisajes y acontecimientos que son hoy una gran riqueza histórica. En general, y como sucedió en España, la fotografía latinoamericana del siglo XIX fue vista como un medio ideal para el retratismo. 
Numerosos personajes relacionados con la fotografía en Latinoamérica demuestran la gran actividad del género en el continente como John A. Bennet, Charles de Forest Friedricks, Thomas Helsby, Benito Panunzi, Eugenio Courret, Juan José de Jesús Yas, Federico Lessmann y Melitón Rodríguez entre muchos otros.

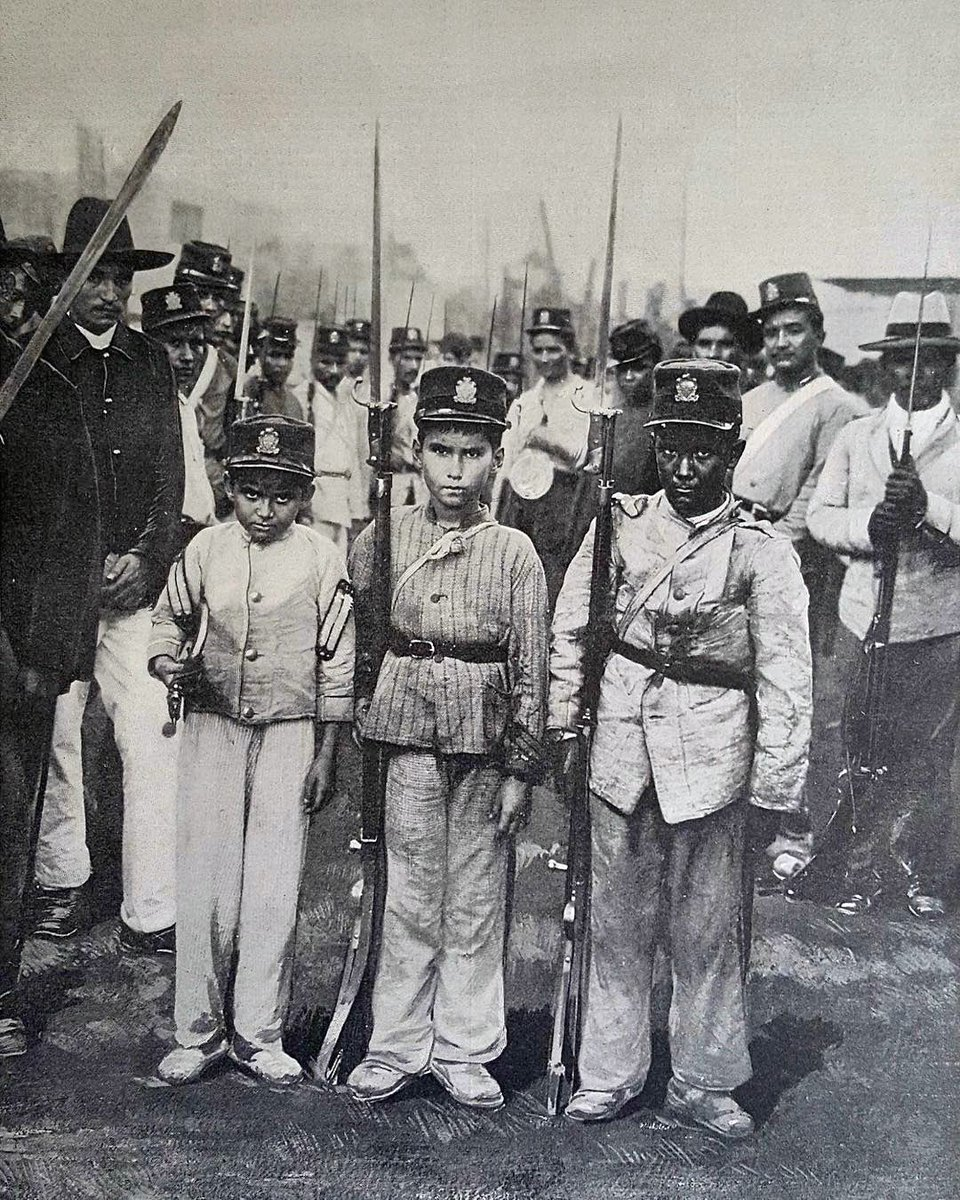
Foto anónima de la guerra de los Mil Días en Colombia.

Entre los acontecimientos históricos de mayor importancia que en Latinoamérica quedaron registrados en imágenes, figura la guerra de la Triple Alianza vista por los lentes de los fotógrafos enviados por Bate & Cia para registrar el evento. El periódico El Comercio, fundado en Lima en 1839, utilizó el primer fotograbado el 31 de julio de 1898 y abre la experiencia del fotoperiodismo en la sede de la civilidad Inca testimoniado por el activo número de publicaciones que se presentarían a lo largo del siglo como el semanario ilustrado Actualidades, la revista Prisma y el tabloide La Crónica que marcan los inicios de la historia del fotoperiodismo en Perú. Se destacan además El Correo (1871), El Perú Ilustrado (1889), Actualidades (1903), Variedades (1908), el diario La Crónica (1912), Mundial (1920), La Prensa, Caretas (1950), La nueva Crónica (1970) y La República (1980).

##### Colombia
Los fotoperiodistas colombianos, más reconocidos en la historia del fotoperiodismo en Colombia son Leo Matiz  1917 - 1998. Fotógrafo nacido en Aracataca, aquí unas imágenes de la exposición - homenaje titulado: Macondo vista por los ojos de Leo Matiz, celebrada en Canadá en 2007. México, Centroamérica, Estados Unidos, los Andes latinoamericanos, el Caribe, Palestina, Beirut, Tel Aviv y Venezuela, son algunos de los escenarios en los que revoloteó el alma indoblegable y apasionada del fotógrafo Leo Matiz, orientando su mirada hacia lo que Henri Cartier Bresson denominó el momento decisivo, ese instante irrepetible en el que convergen lo inesperado de la vida humana, una retina capaz de ir más allá de los visible y una sensibilidad extraordinaria para comprender el vértigo de la historia y el drama humano más allá del implacable ritmo de las rotativas de prensa. http://www.leomatiz.org/biografia/ Archivado el 30 de noviembre de 2014 en Wayback Machine.
Las fotografías pertenecen al fotoperiodista del Grupo Memoria Histórica de la CNRR Jesús Abad Colorado quien nació en Medellín en 1967, es periodista egresado de la Universidad de Antioquia y uno de los pocos fotógrafos que ha documentado las diversas caras del conflicto armado en Colombia. Su mirada valora la humanidad, que se esconde incluso en los rostros de los guerreros, para tomar distancia del uso de la fotografía como espectáculo y para satisfacer la curiosidad morbosa. Es además, un relator de historias, un testigo del desastre y la desolación, pero a la vez de la resistencia y la fortaleza de la gente.
Su trabajo aspira a recuperar la memoria del pasado, porque para él, crear memoria histórica a través de la fotografía es un imperativo ético para enfrentar los retos del presente y asegurar un futuro digno. Ha participado en más de 40 exposiciones individuales y colectivas tanto en Colombia como en el exterior.
Entre ellas, en la del 12.º Encuentro Internacional de Fotoperiodismo "Ciudad de Gijón" 2008. Es coautor del libro Relatos e imágenes: El desplazamiento Forzado y Desde la Prisión, realidades de las cárceles en Colombia.
Ha recibido el Premio Nacional de Periodismo Simón Bolívar en tres oportunidades y en el año 2006, obtuvo los premios internacionales de Caritas en Suiza por su trabajo comprometido en la búsqueda de la verdad y la justicia social y el Premio Internacional a la Libertad de Expresión CPJ de los Estados Unidos, otorgado por el Comité para la Protección de Periodistas. http://www.facebook.com/pages/Jes%C3%BAs-Abad-Colorado/89003222812?sk=info

##### México

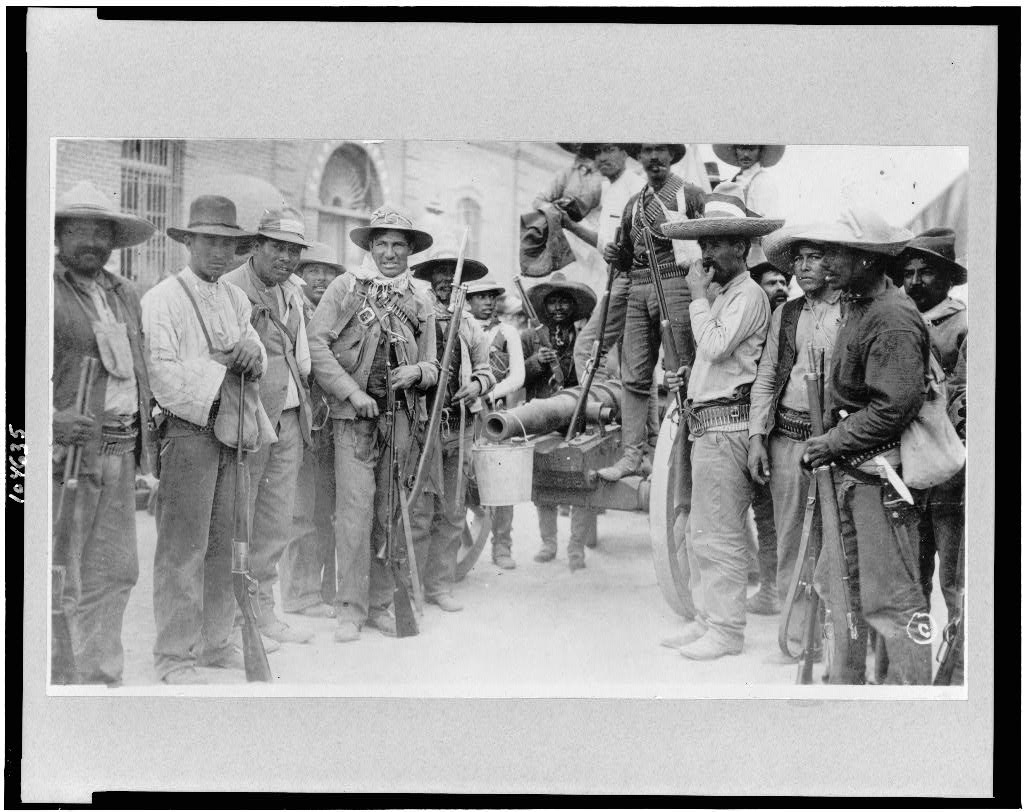
Rebeldes mexicanos en una fotografía anónima de 1911.

En México el primer daguerrotipo se realizó ya en 1839 pero también aquí los primeros fotógrafos se entretienen en el retratismo de las clases privilegiadas, hasta que hacia finales del siglo comienzan las primeras obras sobre las clases populares y una auténtica competencia por la originalidad, para dar lugar al fotógrafo como autor de un estilo reconocible, lo que jugaría un papel vital en el desarrollo del periodismo. El estallido de la Revolución mexicana en 1910 revelaría a otro gran personaje del fotoperiodismo, el alemán Hugo Brehme quien se radicó en Veracruz y después en Ciudad de México para participar en la "Agencia Fotográfica Mexicana". De su cámara quedan imágenes de personajes de la talla de Emiliano Zapata. México, como España con la Taro, tendría que ver con uno de los grandes maestros del fotoperiodismo del siglo XX: Robert Capa y su cubrimiento de la guerra civil española. Numerosos negativos del maestro de la reportería gráfica se dieron por perdidos, pero sería precisamente en el país azteca en donde volverían a la luz después de más de 70 años desaparecidos. De alguna manera el general mexicano Francisco Javier Aguilar recibió tres cajas que contenían 127 rollos y que fueron confiadas a él en Francia. Las cajas fueron heredadas por la familia del general en México, hasta que fueron descubiertas y puestas por primera vez a la luz pública después de más de medio de siglo.

##### Cuba

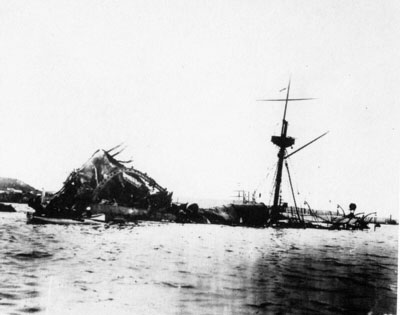
El 15 de febrero de 1898 el Acorazado Maine de la Marina de los Estados Unidos se hundió en La Habana a causa de una explosión que precipitó los acontecimientos de la guerra hispano-estadounidense.

La historia de la fotografía en Cuba comienza con los primeros daguerrotipos en 1840 y el país se enorgullece de ser uno de los primeros en inaugurar los estudios fotográficos del mundo, aún antes que en París. Pero la gran prueba para el fotoperiodismo cubano sería precisamente la Guerra de la Independencia del mando español hacia finales del siglo XIX. La Revolución Cubana en particular sería el principal motor que llevaría al género del reporterismo gráfico del país a elaborar sus propios esquemas originales y sensibles a las realidades sociales para ubicar su producción periodística fotográfica en una de las más destacadas de Latinoamérica.

##### Argentina
En Argentina, en 1942 se funda la Asociación de Reporteros Gráficos de Argentina (ARGRA). Surge tras la necesidad de institucionalizarse como tal para regular los derechos de los reporteros gráficos.  
Como contexto internacional, se encuentra atravesada por la Segunda Guerra Mundial. Esto les perjudicaba de manera directa ya que no recibían los insumos suficientes, por parte de Europa y Estados Unidos, para seguir con la labor periodística pese a las constantes insistencias en ellas. 
A nivel nacional, los reporteros denuncian al ministro de Gobierno de Buenos Aires, Vicente Solano Lima, por maltrato recibido por parte de la policía para ejercer su profesión. En simultáneo, reciben amenazas coercitivas durante el gobierno dictatorial de 1943.

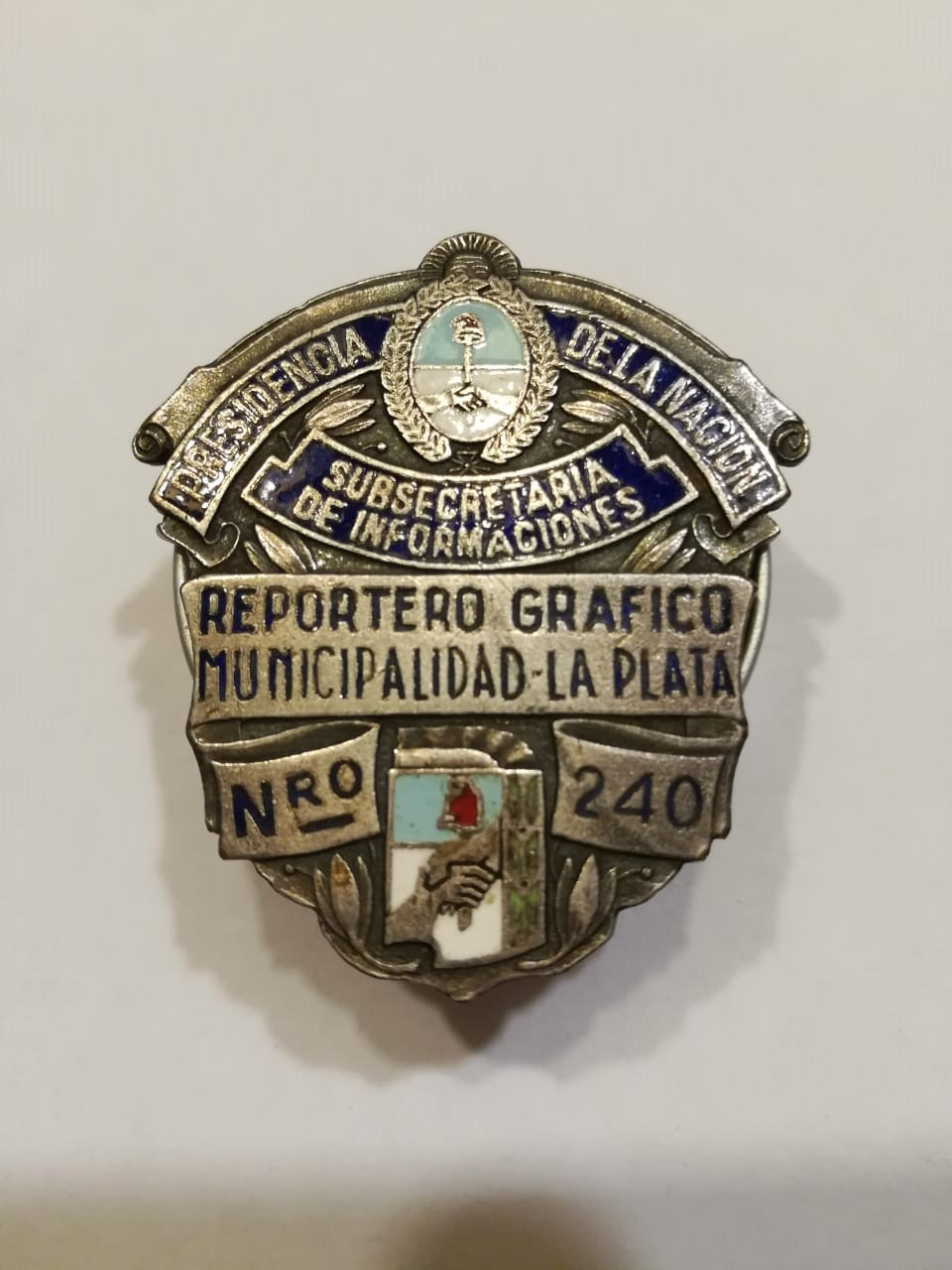
Chapa de acreditación como
reportero gráfico entregada a
José Krakover en 1952

ARGRA comienza a tener presencia cuando Perón es nombrado secretario de Trabajo y Previsión Social, afianzándose esta relación durante su gobierno presidencial.
En Córdoba, en 1939 se celebra el Primer Congreso Nacional de Periodistas, declarando al 7 de junio como día del periodista. Uno de los pioneros en fotoperiodismo en Córdoba fue Antonio Novello, quien trabajó para La Voz Del Interior, enfocando sus intereses no solo en cuestiones políticas, sino también de índole social y cultural.

## El impacto de las nuevas tecnologías
En la historia de la fotografía se puede evidenciar el avance de la tecnología desde mediados del siglo XIX a principios del siglo XXI y cómo cada paso afecta directamente los contenidos, formas y maneras del periodismo fotográfico. En dicho proceso la forma física de las cámaras fotográficas ha cambiado desde tamaños paquidérmicos que hacía de la fotografía un oficio de pocos y casi un privilegio de las clases altas a tamaños cada vez más pequeños y livianos que facilitaron la labor del fotoperiodismo. Sin embargo, hacia finales del siglo XX comienza un proceso aún más extraordinario: la existencia misma de la cámara fotográfica como único medio físico para obtener las imágenes se pone en un plano de completa relatividad al ser desarrollados otros medios que eran inimaginables hace cincuenta años. En la actualidad una foto puede ser hecha con un teléfono móvil o la videocámara de un ordenador portátil más centenares de artefactos que hacen que cualquier persona pueda realizar una fotografía. 
El desarrollo de cámaras fotográficas más pequeñas y livianas ha facilitado la tarea de los fotoperiodistas. Desde la década de los 60 artefactos electrónicos como flashes, una gran variedad de tipos de lentes y otros aditamentos han sido incorporados para hacer cada vez más fácil la función de tomar fotografías. Las nuevas cámaras digitales liberan a los periodistas de los largos rollos de películas porque pueden almacenar cientos de imágenes en diminutos artefactos electrónicos y tarjetas digitales. 
El contenido, en cambio, permanece el elemento más importante en la fotografía periodística, pero la habilidad de adquirir el material fotográfico y editarlo en un tiempo mucho más inferior que antes ha producido cambios significativos. Tan solo en 1980 se necesitaban 30 min para escanear y transmitir una sola fotografía en color desde una localización remota a una sala de prensa para ser impresa. Ahora, equipados con una cámara digital, un teléfono móvil y un ordenador portátil, un fotoperiodista puede enviar una imagen de alta calidad en minutos e incluso en segundos casi de manera contemporánea a la sucesión del evento noticioso. Los video teléfonos y los satélites portátiles permiten en la actualidad la transmisión de imágenes desde casi todos los puntos de la tierra.
Existen sin embargo preocupaciones por parte de los reporteros gráficos de que su profesión puede cambiar de tal manera que llegue a ser irreconocible debido al desarrollo natural de la tecnología en la captación de imágenes. Por otra parte, los sistemas de almacenaje electrónico de imágenes como aquellas de dominio público, han permitido que personas aficionadas a la fotografía incursionen en el campo del reporterismo gráfico con todo lo que ello significa para una profesión que, como el periodismo, se desarrolló de todas maneras a partir de la afición por la información.

### Eventos que han influenciado el fotoperiodismo delsigloXXI

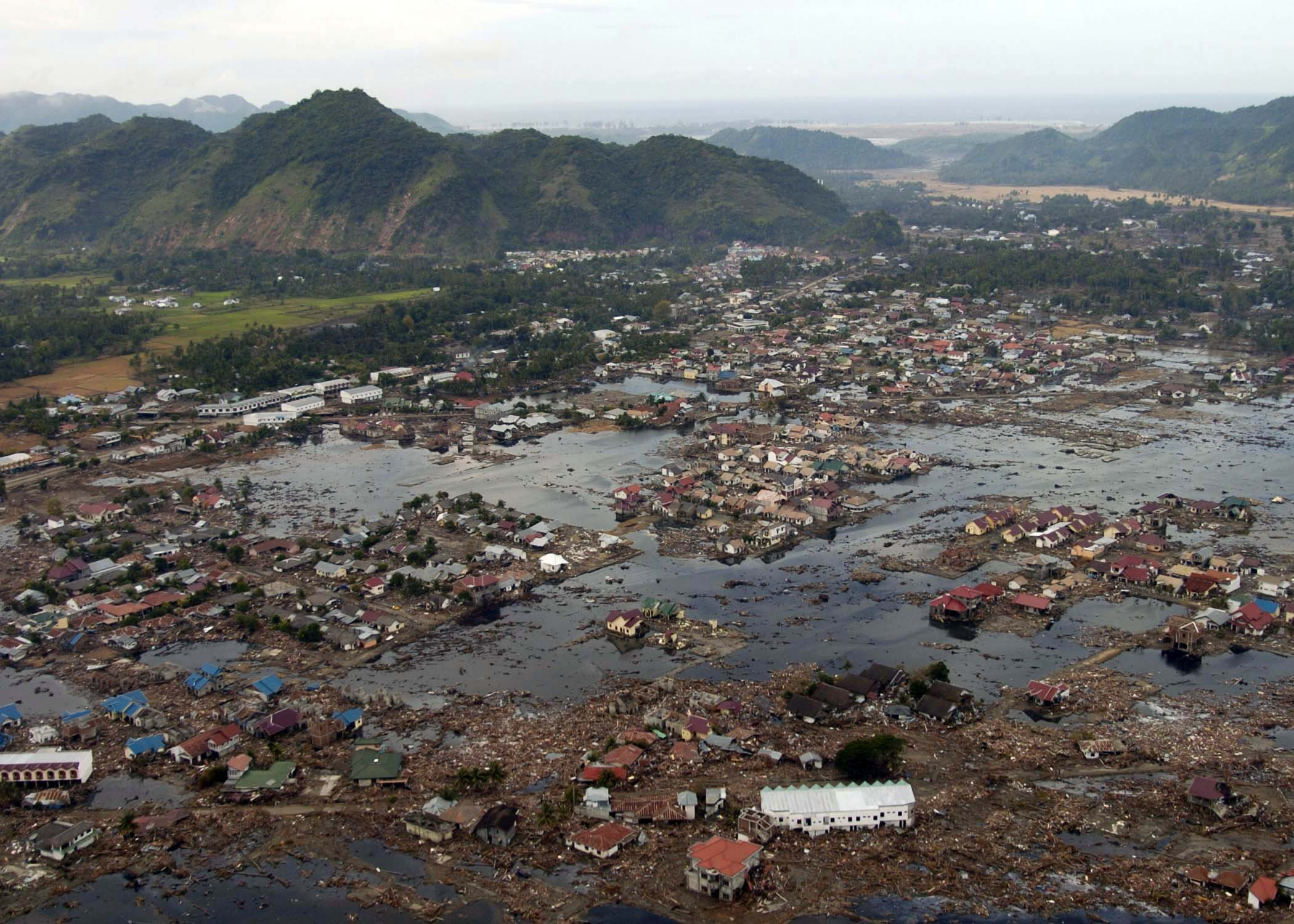
Imagen de la devastación del tsunami del océano Índico en Sumatra, 2004.

Tres eventos han marcado una nueva era de lo que se conoce como el fotoperiodismo del siglo XXI: Los atentados del 11 de septiembre de 2001, la invasión de Irak entre el 18 de marzo y el 1 de mayo de 2003 y el tsunami del océano Índico del 26 de diciembre de 2004. Estos tres eventos tuvieron una gran repercusión en lo que era el fotoperiodismo y su desarrollo desde el siglo XIX y a lo largo del siglo XX. Los tres eventos tuvieron un cubrimiento informativo total y se conserva una gran cantidad de material visual en fotografía, videos, esquemas, gráficos, mapas animados, análisis gráficas de la situación y otros que los hacen un modelo de estudio de lo que significa el fotoperiodismo. Además de la cantidad descomunal de material de primera mano que se produjo en el mismo momento en que sucedían los eventos, la nota que marca el inicio de una nueva era para esta disciplina es que quienes produjeron dicho material de manera inmediata no fueron las grandes estrellas del periodismo internacional, sino aficionados. Cuando los grandes y medianos medios de comunicación gráfica y visual publicaron las primeras imágenes, al menos en lo que respecta a los atentados del 11 de septiembre de 2001 y el tsunami de 2004, publicaban imágenes que no fueron hechas por profesionales de la información sino por personas que estaban en ese momento en el lugar e hicieron las tomas con cámaras digitales, videocámaras y teléfonos móviles.
Las consecuencias de este fenómeno inciden en las maneras que se habían establecido como norma de la comunicación social. En primer lugar, los eventuales reporteros no siguen el estricto proceso de edición de la imagen, sino que la presentan de la manera en que esta fue tomada o, como señala D. Perlmutter, en muchas ocasiones retocadas. La imagen adquiere entonces un valor total en su significado que sobrepasa incluso a la preocupación por su calidad. Si la foto de las gigantescas olas que devastaron las playas meridionales de Asia tiene o no tiene calidad en la luz, eso no importa, puesto que se hace única, ya que fue tomada por un testigo ocular que, con suerte, tenía su liviana cámara digital con la cual tomaba fotos de sus paseos de verano. Posteriormente los aficionados suben sus fotos a las redes de Internet diseñadas para ello y estas pueden ser accedidas por millones de usuarios en todo el planeta. De la misma manera en que la producción fotográfica se convirtió en oficio accesible a todos, el nuevo control de edición de la fotografía y el video queda en manos de las cada vez más amplias comunidades que se forman alrededor de las redes de información libre como Wikimedia Commons, Flickr, Fotolog.com y muchos otros. Sin embargo, dichos sistemas comunitarios virtuales se preocupan más por las licencias de publicación que por la calidad misma de los archivos que los usuarios suben al sistema.
Si bien estos tres eventos de gran significado internacional se marcan como el inicio de una nueva era para el fotoreporterismo, es cierto que otros eventos previos ya eran el preludio de lo que venía con el desarrollo y la popularización de las nuevas tecnologías y especialmente del Internet.

### Crisis de la fotografía documental o muerte del fotorreporterismo
Para algunos observadores este nuevo fenómeno de la popularización del fotoperiodismo significa su muerte desde el punto de vista que este puede ser desarrollado ya no de manera exclusiva por profesionales de la información, sino por cualquiera que tenga un teléfono móvil. Ante ello dice La Tecla, la asociación de periodistas cubanos:

Producto de esta instantaneidad, en la actualidad, la mayoría de las personas son productoras de imágenes de los hechos, lo que definitivamente tiene que tenerse en cuenta, porque lo que antes se reservaba para una elite (los profesionales de la fotografía) ahora es accesible a todos. En este sentido, Pedro Meyer, periodista mexicano destaca que "armados con una cámara digital de vídeo o de fotos, o un teléfono portátil con la tecnología de imagen fija o móvil, cualquiera está ahora en condiciones de producir y difundir por Internet los documentos que ha registrado o captado. Se terminó el poder absoluto -incluso la arrogancia- de los profesionales".

Para otros se trata de una crisis de la fotografía documental, así como se habla de una crisis de los medios. Mientras Jacob Riis hacia finales del siglo XIX elaboró todo un trabajo en los bajos fondos de Nueva York para sacar la realidad social marginal a la luz pública, en la actualidad las cámaras de los aficionados están prácticamente en todo el planeta y basta digitar en los motores de búsqueda cualquier término sobre cualquier problema o situación en cualquier parte del mundo para obtener fotografías. De ello La Tecla de Cuba analiza que dicha crisis implica que ningún acontecimiento puede escapar al reflejo de la imagen "lo cual es beneficioso para el día a día que implica el periodismo convencional". Es decir, los profesionales de la información deben ver esta nueva época como una oportunidad, más que como una amenaza a la profesión y el cambio en lo que significa la imagen para los habitantes del siglo XXI, así como lo fue durante el siglo XIX cuando a la pintura le surgió la fotografía misma. Por el contrario, el fotógrafo Clemente Bernad dice que no hay tal crisis desde que el fotoperiodismo siempre lo ha estado:

Desde hace unos años se oye hablar intensamente de la crisis del fotoperiodismo. Sin embargo, parece claro que no ha habido un solo momento en su devenir que no haya estado marcado por la inestabilidad, la oscuridad o la incertidumbre. El fotoperiodismo ha estado en crisis desde el mismo momento de su nacimiento, entre otras razones porque la utilización de fotografías en los medios de comunicación se hizo con la intención espuria de mostrarlas como evidencia, como prueba irrefutable de lo que aparentemente muestran. Y ahí quizás radique su gran mentira, la marca de origen que lo ha contaminado de sospecha y de descrédito. El gran problema radica en la propia identidad de las imágenes fotográficas. Aunque se lo pueda parecer al no avisado, las fotografías no explican, no demuestran ni verifican nada. Las fotografías son elocuentes y eficaces porque juegan hábilmente con la apariencia, con el tiempo, con la ambigüedad y con la confianza del lector, pero en realidad confunden y no prueban nada: no se puede confiar en ellas.

En el libro de Joan Fontcuberta, El beso de Judas, habla de los esfuerzos de muchos autores para defender la fotografía documental, entendiéndola como una palabra que alberga conceptos totalmente objetivos. Por ejemplo, desde la exposición titulada New Topographics, salieron voces como la de Bevan Davis hablando sobre "el esfuerzo hecho para que la cámara vea por ella misma", o  Lewis Baltz "Quiero que mi trabajo sea neutral y libre de cualquier postura estética o ideológica". Frente a un documentalismo teóricamente neutral y de no-intervención, Fontcuberta defiende el término de "documentalismo subjetivo", argumentando que un fotógrafo acaba proyectando de manera inconsciente sus propias vivencias y manera de ver las cosas. "Cada vez más lo subjetivo prevalece sobre lo documental, lo abstracto sobre lo descriptivo".
Finalmente lanza una afirmación sobre la muerte del documentalismo, sosteniendo que:

"Podríamos entender la fotografía documental como aquellas en las que los sucesos frente a la cámara han sido alterados lo menos posible en comparación a lo que hubiesen sido de no haber estado presente el fotógrafo"... "Muchos de los maestros de la fotografía documental no tuvieron reparo en saltarse las leyes no escritas (a escondidas, eso sí) e incurrieron en la <<manipulación>> para ser <<honestos>>. Grandes abogados del documentalismo social, como Eugene Smith o Sebastiao Salgado se dieron cuenta de que su misión no consistía en dar forma a la verdad, sino a la persuasión"..."La difusión fotográfica de contenido social implica siempre un acto de propaganda, sea consciente o no, el fotógrafo impregna su obra con su sensibilidad e ideología. Cuanto más te interesa y profundamente crees en algo, más propagandista te vuelves"
Joan Fontcuberta

Al largo de todo el libro sostiene el mismo pensamiento sobre la ficticia objetividad de la fotografía, criticando dicha creencia y reflexionando sobre su propia naturaleza

### Límites de la fotografía aficionada

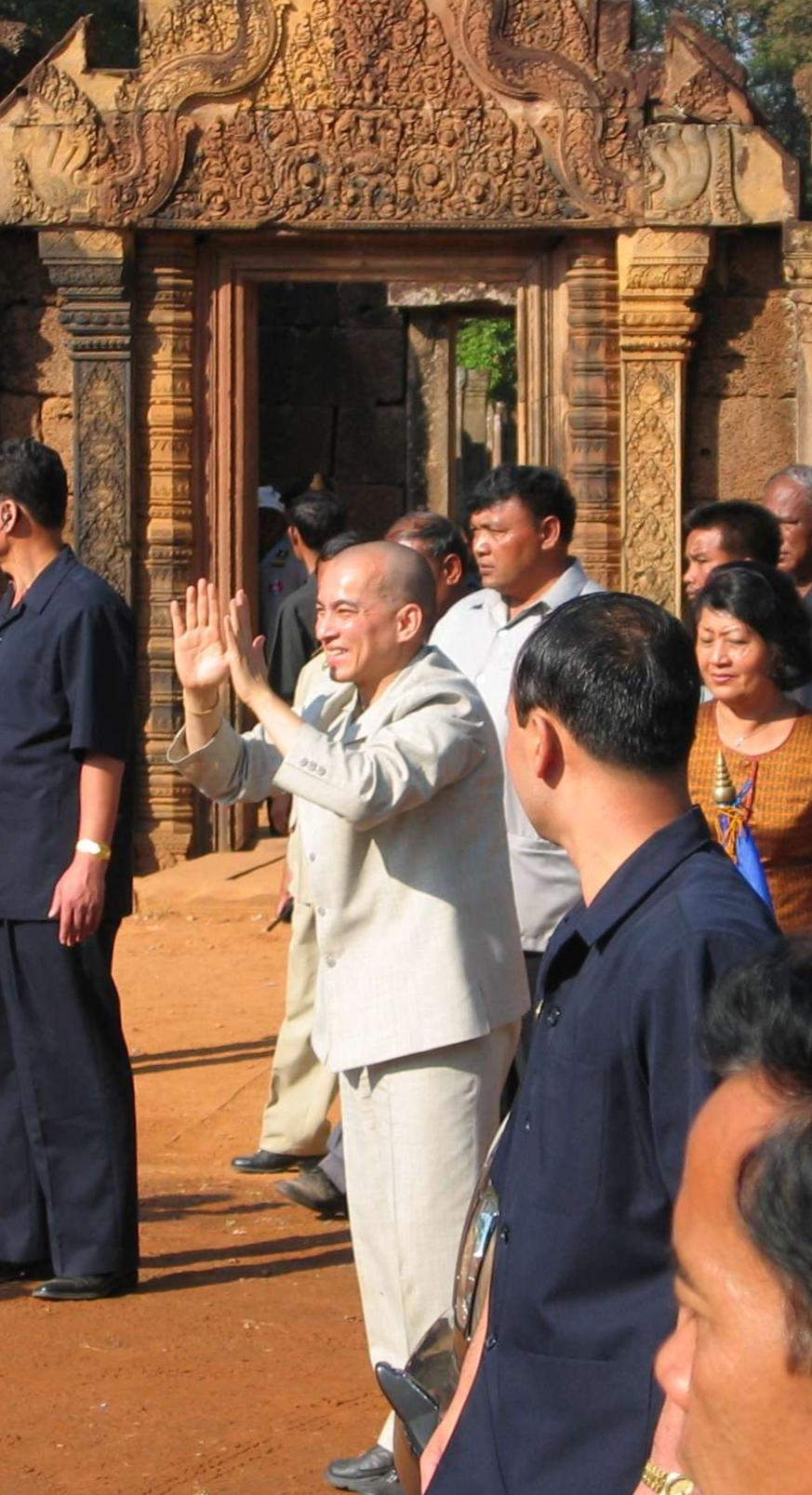
Una fotografía de un aficionado ocasional, posiblemente un turista, hecha al Rey de Camboya, Norodom Sihamoní en Angkor Wat. El fotógrafo está interesado en obtener la imagen de la celebridad y olvida los rigores del contexto y la luz.

Sin embargo, la fotografía aficionada tiene sus límites y si muchas obras adquieren celebridad es por la inmediatez de la noticia y porque no existen versiones cualificadas mejores. De esta manera, una gran parte del material que circula en los medios de comunicación ha perdido la cualidad requerida y ha dado lugar a una cierta laxitud en la presentación de la imagen a la vista de algunos observadores. Sin embargo, en este punto, el profesional de la información encuentra de nuevo su espacio de autoridad, porque sus obras adquieren el dato distintivo de la cualidad que la inmediatez de la cámara digital de un turista no posee, aunque muchos aficionados en realidad tienen una perspectiva más que profesional. 
El rigor de la fotografía periodística tiene en cuenta los mismos elementos que la fotografía artística y muy especialmente se cuida de los elementos semánticos, es decir, de significado que esta posee. En muchos casos, la fotografía aficionada no tiene en cuenta el elemento más básico de la fotografía que es la luz ambiental y el manejo del flash, lo que causa que muchas de las fotos tengan un encuentro caótico de sombras, personajes con los ojos cerrados por la molestia de la luz de un flash automático y, muy especialmente, carencia de encuadres y estilos apropiados que hacen fotos repetitivas y monótonas. El fotógrafo profesional, es consciente de cosas como la relación de figura y fondo y la importancia de la armonía entre ambos. Para el aficionado ocasional lo que importa es el objeto a fotografiar y no se cuida de lo que se refleje en el contexto. Abundan fotos ausentes de la figura humana, malos encuadres, malos poses de personajes entrevistados que ignoran el cuadro psicológico y en muchas ocasiones una gran pobreza de imaginación.
Para el estudioso del tema, André Bazin, como para otros intelectuales de la fotografía, esta, a diferencia del arte, no crea, sino que embalsama el tiempo. Dicha característica le da una grave responsabilidad al fotógrafo como asegura Mariela Cantú en su estudio "Fotografía, video, digital: sobre los modos de repensar un medio":

Seguimos insistiendo, entonces, en que los caminos del arte no han sido nunca (y no debieran ser) los de afanarse en perpetuas carreras detrás de un imaginario progreso, sino tal vez colocarse en un lugar algo más solapado, tal vez menos visible, pero que se constituya como el del cuestionamiento, el de la revisión, el de la propuesta de miradas divergentes y el de la interrogación al presente, al pasado y al futuro.

## Tipologías de fotoperiodismo
El fotoperiodismo puede informar mediante varias ópticas. Dentro de este hay cuatro tipologías diferentes, que, a pesar de que representan diferentes modalidades de la fotografía, están fuertemente relacionados: la fotografía informativa, publicada por medios con una finalidad puramente informativa y editorial; la fotografía testimonial, conocida también como fotografía documental; el ensayo (una forma autoral de expresión, opinión e interpretación de los hechos, generando un mensaje complejo con un punto de subjetividad) y por último la foto ilustración.
En el fotoperiodismo el mensaje está claramente determinado por objetivos informativos, teóricamente comprometidos con la sociedad.

### Fotografía informativa
La primera tipología responde a las cinco preguntas del periodismo clásico:¿Quién?, ¿como?, ¿cuándo?, ¿dónde? y ¿por qué? Se encuentra sujeta al mercado de la noticia y cumple plenamente con los objetivos informativos. Caracterizada por su compromiso con "la realidad", uno de sus grandes paradigmas es la identidad del que se entiende como "la verdad".
Este tipo de fotografía no profundiza en el mensaje. Su prioridad es informar del hecho, rehuyendo a menudo de los conceptos profundos o detallados sobre el significado de la noticia. Los principales medios de la fotografía informativa son los masivos de comunicación, con una gran cobertura mediática y mucha rapidez para difundir información a una gran cantidad de gente mediante diarios, revistas u otros canales. 
Otra de sus características es la inmediatez. Esta se encuentra sujeta en el presente y con el paso del tiempo va perdiendo cierta vigencia, debido a que el mundo evoluciona y cambia diariamente. Por esta razón, entre otras, los medios de comunicación no suelen profundizar mucho en la información que transmiten, puesto que se da más importancia a comunicar que no analizar en detalle.
La foto informativa se entiende como un vehículo de comunicación por los medios, los cuales atienen a diferentes temáticas de información que van acuerdos con el interés de los lectores y de las líneas editoriales del mismo medio. En función de los temas fotografiados se puede dividir este subgénero en diferentes categorías: Política, Deportes, Sociales, Cultura, Vida cotidiana, Ciencia... Con posibles variaciones de temas.

### Fotografía testimonial
Esta tipología tradicionalmente es conocida como fotografía documental. Nace de la práctica de observar fotográficamente cualquier aspecto del mundo. Con la imagen informativa comparte el compromiso con la realidad, a pesar de que esta, más allá de informar sobre una noticia, hay un análisis de esta. Su objetivo, además de informar, es concienciar y crear un pensamiento público, sustentándose en la opinión del fotógrafo. Los principales canales de difusión de esta tipología son los foros más especializados, dirigidos a un público concreto y restringido.
Se difunde mediante revistas temáticas, secciones especializadas en medios oficiales o portales de Internet, entre otros. Normalmente no se encuentra en medios masivos, por lo cual tiene una audiencia más limitada que la fotografía informativa.
Un ejemplo de este tipo de imágenes es el trabajo de en Jcob Riis sobre los guetos neoyorquinos, una fotografía comprometida con la realidad pero que a la vez describe fenómenos estructurales y sociales que transcienden de la inmediatez y la poca implicación del medio.
En la fotografía testimonial hay una implicación, análisis e interpretación de la realidad por parte del fotógrafo y el tiempo no es definitorio. Muchas veces este subgénero va ligado a proyectos de la denuncia política, injusticias sociales o situaciones de minorías marginadas, entre otras cosas.

### Ensayo
Del mismo modo que la fotografía documental, el ensayo fotográfico está claramente sujeto al criterio y opinión de su autor, quien realiza un análisis en profundidad del tema tratado. Constituye una investigación temática iconográfica, casi siempre subordinada en su punto de vista del fotógrafo, quien expresa su forma de pensar en la manera en que explica el mensaje.
Con un gran parecido con tipología escrita, el núcleo del ensayo fotográfico es la tesis del autor y el posicionamiento que este asume ante el hecho fotografiado. Muestra una perspectiva personal desde la cual el fotógrafo enseña fenómenos con una emocionalidad técnica, creatividad y estética determinada.
Se entiende este tipo de fotografía como un trabajo puramente del autor. Sus imágenes suelen superar el documentalismo, deviniendo mensajes culturales o ideológicos. En este, los tiempos son mucho más dilatados: generalmente se realizan en grandes periodos donde hay una extensa investigación, reflexión y una cierta participación vivencial del fotógrafo con el tema retratado.
Esta modalidad ofrece una gran libertad creativa, temática y expresiva. Este hecho tiene como consecuencia que se abren muchas posibles discusiones y debates en torno a los temas tratados por el ensayo. A causa de su temática, su público y canales de difusión son más limitados que en otras tipologías de fotoperiodismo. Generalmente llega al público mediante galerías, museos, revistas especializadas, centros culturales...
El ensayo fotográfico tiene muchas similitudes con su expresión escrita: las imágenes que lo integran tienen una estructura lógica con un discurso jerarquizado en temas, argumentos y puntos de vista. Las relaciones que se establecen entre las imágenes y los temas sugieren secuencias, parecidos y enfatizan puntos de vista, entre otros.
Un ejemplo de esta tipología es la fotógrafa Graciela Iturbide.

### Foto ilustración
Aunque la foto ilustración es definida como una categoría dentro de la fotografía de prensa, actualmente hay un debate sobre si considerar esta como una tipología del fotoperiodismo o entenderla como un género aparte.
Denominado por Pepe Baeza, este término lo podemos definir como toda imagen fotográfica, ya sea compuesta por fotografías en collage, montaje; o imágenes combinadas con otros elementos gráficos que cumplen la función clásica de la ilustración. La finalidad de esta es la mejor comprensión de un objeto, hecho, concepto o idea, ya sea con una representación mediante mímesis o bien representando los rasgos esenciales para su comprensión.
La tipología comentada se caracteriza para depender de un texto previo que marca y origina la imagen, de forma que la foto ilustración tiene que explicar este para que el destinatario se pueda acercar de una manera lo más objetiva posible a su contenido. Normalmente tiene una vocación didáctica o divulgativa, y se encuentra ligada al desarrollo de los nuevos modelos de prensa. Aun así, no tiene ningún tipo de intención ligada a la representación de una realidad social, ni se refiere a noticias, puesto que su objetivo más que informar es ilustrar, ayudar a entender o motivar.

## Otros campos del fotoperiodismo

### Fotoperiodismo deportivo

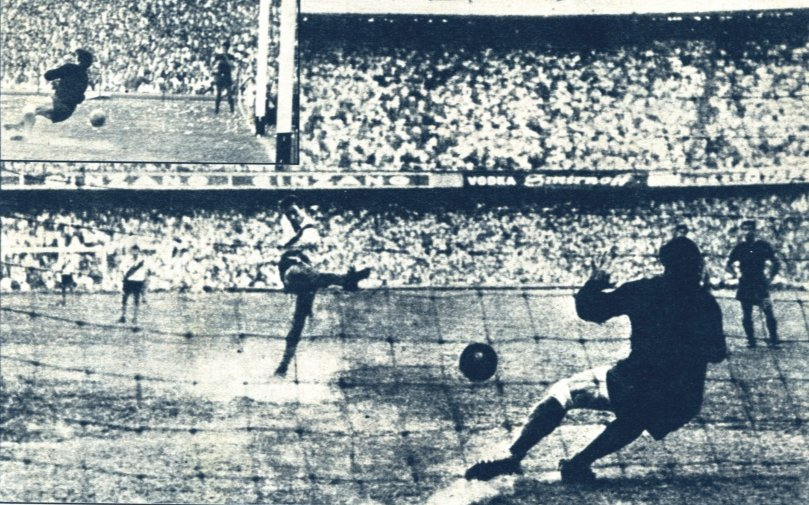
Una fotografía deportiva del fútbol argentino: penal de Delem de River Plate a Antonio Roma de Boca Juniors el 9 de diciembre de 1962. Esta fotografía fue tomada por un reportero del Diario Clarín de Buenos Aires, pero su nombre no fue conservado.

Uno de los campos en el cual la fotografía periodística se ha destacado es en el deporte. La misma agilidad deportiva ocasiona que el fotoperiodista deportivo demuestre sus habilidades artísticas e informativas tanto como el jugador lo hace en el campo de juego. Si alguien lee la historia del deporte o la historia de un deporte en particular, la imagen, sea fotográfica que de video, hace parte vital de dicha lectura. En la fotografía deportiva, es posible apreciar la habilidad de mostrar la velocidad, la fuerza, la grandeza del equipo o del deportista, el fuerte sentido psicológico de la derrota o el triunfo, el ambiente festivo de los aficionados o su sensación de desilusión. La importancia del fotoperiodismo deportivo ha sido un proceso paulatino que viene desde la mera redacción de los eventos deportivos, a la presencia obligada de la imagen para el relato.

### Fotoperiodismo en la farándula
en realidad el fotoperiodismo dedicado a seguir los pasos del espectáculo, la farándula y los famosos tiene su importancia y ha contribuido de alguna manera al desarrollo del mismo periodismo. Lógicamente este tipo de periodismo tiene que ver también con el exceso de los paparazzi que han contribuido a demeritar el papel del fotoperiodista en este campo, confundiéndose con frecuencia con este tipo de persecutores empecinados de las estrellas del espectáculo hasta el punto de invadir su intimidad.

## Ética y consideraciones legales
El periodismo fotográfico trabaja dentro de las mismas aproximaciones objetivas que se aplican a otros campos del periodismo. Cómo obturar, encuadrar las tomas y editar son consideraciones constantes.
Por lo general, conflictos éticos pueden ser mitigados o asumidos por las acciones de un subdirector o el editor gráfico quien toma control de las imágenes una vez que estas han sido consignadas a la organización noticiosa. El fotoperiodista pierde el dominio de su obra una vez esta es publicada pero los efectos sociales y políticos de una imagen pueden tener grandes consecuencias y plantear dilemas morales.
El surgimiento de la fotografía digital ha creado nuevas oportunidades para la manipulación, reproducción y transmisión de imágenes. Este hecho ha complicado todos los aspectos técnicos y legales que ello envuelve. Las asociaciones nacionales de periodismo fotográfico en los diferentes países y otras organizaciones profesionales y de los derechos humanos, mantienen códigos de ética a este respecto.
Los problemas mayores acerca de asuntos éticos concernientes al periodismo se inscriben en menor o en mayor grado en las materias legislativas de los diferentes países. Sin embargo, la materia legal se complica por el hecho de que los medios de comunicación, especialmente en los tiempos de la revolución tecnológica y digital, rompen las fronteras internacionales y las imágenes publicadas en un país bajo el respeto de las normas legales del mismo, llegan a otras naciones con diferentes leyes.
El desarrollo de las nuevas tecnologías y el inicio de una nueva era del fotoperiodismo como se menciona arriba, afecta también las normas éticas tradicionales. El aficionado ocasional o profesional que hace una fotografía o toma un vídeo de una situación noticiosa, apurado por la inmediatez, pocas veces se detiene a hacer consideraciones éticas o a pensar en otro tipo de consecuencias de lo que la publicación de imágenes puede acarrear. Incluso si ciertos estados autoritarios que suelen censurar a la prensa de sus países, tratan de poner el límite a la sensación de libertad de expresión que en muchas ocasiones garantiza la tecnología y el Internet, la circulación de imágenes entre los diferentes puntos del planeta a través de medios digitales se volvió tan sutil que ningún sistema político puede controlar de manera eficaz. Un ejemplo lo constituyó las protestas populares en contra del régimen militar birmano en agosto de 2007. A pesar de que la Junta Militar intentó censurar totalmente la emisión de fotografías y vídeos de las marchas y de los actos represivos hacia el exterior por parte de aficionados extranjeros, esto no fue posible en su totalidad y, por el contrario, el mundo fue testigo de uno de los actos de represión de la libertad de prensa frente a las mismas cámaras con la muerte de Kenji Nagai, un fotorreportero japonés de la APF News que fue asesinado el 28 de agosto de 2007 por militares cuando fotografiaba las marchas.